# Henri Ier (roi de Chypre)
Pour les articles homonymes, voir Henri et Henri Ier.
Henri Ier de Lusignan dit le Gros, né le 3 mars 1217 et mort le 18 janvier 1253, roi de Chypre de 1218 à 1253, est le fils d'Hugues Ier et d'Alix de Champagne.

## Biographie
Il est né le 3 mars 1217 et son père meurt le 10 janvier 1218. Comme il n'a que neuf mois, la régence du royaume est confiée à sa mère Alix de Champagne et à son oncle Philippe d'Ibelin. En 1220, la régente signe les accords de Limassol qui règle les litiges entre la noblesse et le clergé latin de Chypre à propos des domaines appartenant aux monastère grecs et donnés à la noblesse. Un litige entre Philippe et Alix en 1225 et arbitré par le pape Honorius III écarte Alix et confirme Philippe, qui meurt en 1227 et est remplacée par son frère Jean d'Ibelin, le vieux seigneur de Beyrouth. Le suzerain du royaume de Chypre, l’empereur Frédéric II épouse en 1225 la reine de Jérusalem et annonce son intention de partir en croisade. Il dépouille aussitôt Jean de Brienne de la régence du royaume de Jérusalem et revendique celle de Chypre, aussi le régent décide par précaution de faire couronner Henri en 1225, à l'âge de huit ans, mais Frédéric II réussit à se faire des partisans parmi les nobles chypriotes,.
En juillet 1228, Frédéric II arrive, à la tête de la sixième croisade et retire la régence à Jean d'Ibelin pour l’exercer lui-même. Puis Frédéric rejoint la Palestine où il réussit par la négociation la rétrocession de Jérusalem aux Latins. Il quitte l’Orient en mai 1229 en laissant Chypre aux mains d'un conseil de régence composé de cinq barons et en organisant le mariage d’Henri Ier avec Alix de Montferrat. Jean d'Ibelin arme une escadre qui débarque à Chypre, élimine les régents et conquiert l’île de Chypre, mais l’empereur envoie Roger Filangeri qui prend le contrôle de quelques cités de Syrie, dont Beyrouth qui appartient à Jean d’Ibelin. La guerre civile continue à Chypre, et Jean d’Ibelin, battu à Casal-Imbert en mai 1232 défait les impériaux à Agridi le 15 juin 1232 et assiègent les régents retranchés dans le château de Cérines,. À Pâques 1233, Henri Ier est proclamé majeur peut commencer son règne. Les résistants de Cérines se rendent en juin 1233,.
En 1247, le pape Innocent IV place le royaume de Chypre sous la protection pontificale et dégage Chypre de la suzeraineté impériale. La même année, sur la demande des Hospitaliers, il envoie une escadre pour défendre Ascalon assiégée par le sultan d'Égypte, mais une tempête l'empêche de défendre efficacement la ville qui est prise.
En 1248, Henri accueille Saint Louis et la septième croisade, qui hiverne à Chypre de septembre 1248 à mai 1249. Il l'accompagne en Égypte et participe à l'attaque sur Mansourah, mais les deux rois sont faits prisonniers à Fariskur,. Il rentre ensuite dans son royaume insulaire et meurt à Nicosie le 18 janvier 1253.

## Mariages et descendance
Il a épousé :
1. vers 1229 Alix (1210-1233), fille de Guillaume VI, marquis de Montferrat et de Berta di Clavesana ; sans postérité ;
2. en 1237 Stéphanie (v. 1220-1249), fille de Constantin, seigneur de Barbaron ; sans postérité ;
3. en 1250 Plaisance d'Antioche (1235-1261), fille de Bohémond V, dont il a un fils :
  - Hugues II (1252-1267), roi de Chypre.

## Sceau

### Bulle [1237-1247]
Avers : Rond, 46 mm,,,,.
Description : Le roi couronné assis sur un banc garni d'un coussin tient de la main droite un sceptre fleurdelisé, et de la main gauche un globe crucigère.
Légende : ♰ HENRICVS ⠅REX ⠅CYPRI ⠅
Légende transcrite : Henricus, Rex Cypri.
Revers : Rond, 46 mm,,,,.
Description : Un château à trois tours crénelées et à la porte fermée.
Légende : ✠ CIVITAS ⠅NICOSSIE ⠅
Légende transcrite : Civitas Nicossie.

### Sources
- René Grousset, Histoire des croisades et du royaume franc de Jérusalem, Paris, Perrin, 1936 (réimpr. 1999) :
  -  III. 1188-1291 L'anarchie franque, 1936.
- René Grousset, L'Empire du Levant : Histoire de la Question d'Orient, Paris, Payot, coll. « Bibliothèque historique », 1949 (réimpr. 1979), 648 p. (ISBN 978-2-228-12530-7).
- T. de Morembert, « 7. Henri II, roi de Jérusalem » dans Dictionnaire de biographie française, vol. 17, Paris, 1989 [détail des éditions] , col. 940-1 .
- Louis de Mas Latrie, Histoire de l'Île de Chypre sous le règne des princes de la Maison de Lusignan, Paris, Imprimerie Impériale, 1852-1861 (OCLC 156109086, lire en ligne), p. 197-362.
- Foundation for Medieval Genealogy : Henri Ier de Chypre.